# توزیع نمایی
توزیع نمایی (به انگلیسی: Exponential distribution) توزیعی پیوسته است که دارای تابع چگالی احتمال زیر می‌باشد:
{\displaystyle f(x;\lambda )=\left\{{\begin{matrix}\lambda e^{-\lambda x}&,\;x\geq 0,\\0&,\;x<0.\end{matrix}}\right.}
که پارامتر {\displaystyle \lambda } در آن وارون میانگین (اُمید ریاضی) توزیع می‌باشد. توزیع نمایی حالت خاصی از توزیع گاما است که در آن پارامتر شکل برابر k=۱ و پارامتر مقیاس برابر {\displaystyle \theta ={1 \over \lambda }} می‌باشد.
از توزیع نمایی بیشتر در تخمین زدن مدت زمان لازم برای رخداد یک پیشامد خاص استفاده می‌شود. برای نمونه، مدت زمان لازم (از هم‌اکنون) تا رخداد یک زمین‌لرزه، آغاز یک جنگ، دریافت یک تماس تلفنی اشتباه، و ... متغیرهای تصادفی با توزیع نمایی می‌باشند.

## تابع توزیع تجمعی
تابع CDF:
{\displaystyle F(x;\lambda )={\begin{cases}1-e^{-\lambda x},&x\geq 0,\\0,&x<0.\end{cases}}}

## کاربردها
هرگاه پدیده‌ای از فرایند پواسن همگن پیروی کند توزیع نمایی به عنوان توصیف‌کننده زمان بین دو رویداد در فرایند پواسن به‌طور طبیعی ظاهر می‌شود.

## ویژگی‌ها
توزیع نمایی تنها توزیع پیوسته‌ای‌است که خاصیت بی‌حافظگی دارد و از این رو بیشتر در حل مسائل احتمال و تئوری صف به کار گرفته می‌شود. هم‌چنین از این توزیع برای مدلسازی کردن و آسان ساختن شیوهٔ حل مسائل واقعی استفاده می‌کنند. این ویژگی تابع را می‌توان اینطور تفسیر کرد که رویدادهایی را که در گذشته اتفاق افتاده می‌توانیم در نظر نگیریم و از زمان حال به بعد را مبدأ زمان قرار بدهیم. مثلاً لامپی که طول عمرش ۱۰ ساعت است و تا ساعت ۶ هنوز نسوخته است را می‌توان مثل یک لامپ نو بحساب آورد.
مقدار چشمداشتی توزیع نمایی {\displaystyle X} برابر است با:
{\displaystyle \mathrm {E} [X]={\frac {1}{\lambda }}}
واریانس {\displaystyle X} برابر است با:
{\displaystyle \mathrm {Var} [X]={\frac {1}{\lambda ^{2}}}}
گشتاور {\displaystyle X} برای {\displaystyle n\in \mathbb {N} } برابر است با:
{\displaystyle \operatorname {E} \left[X^{n}\right]={\frac {n!}{\lambda ^{n}}}}
گشتاور مرکزی {\displaystyle X} برای {\displaystyle n\in \mathbb {N} } برابر است با:
{\displaystyle \mu _{n}={\frac {!n}{\lambda ^{n}}}={\frac {n!}{\lambda ^{n}}}\sum _{k=0}^{n}{\frac {(-1)^{k}}{k!}}}
در این معادله {\displaystyle !n} پریش {\displaystyle n} است یعنی {\displaystyle n!\left(1-{\tfrac {1}{1!}}+{\tfrac {1}{2!}}-...+(-1)^{n}{\tfrac {1}{n!}}\right)}
در نهایت میانه {\displaystyle X} برابر است با:‌
{\displaystyle \operatorname {m} [X]={\frac {\ln(2)}{\lambda }}<\operatorname {E} [X]}